# الرياضة في البرازيل

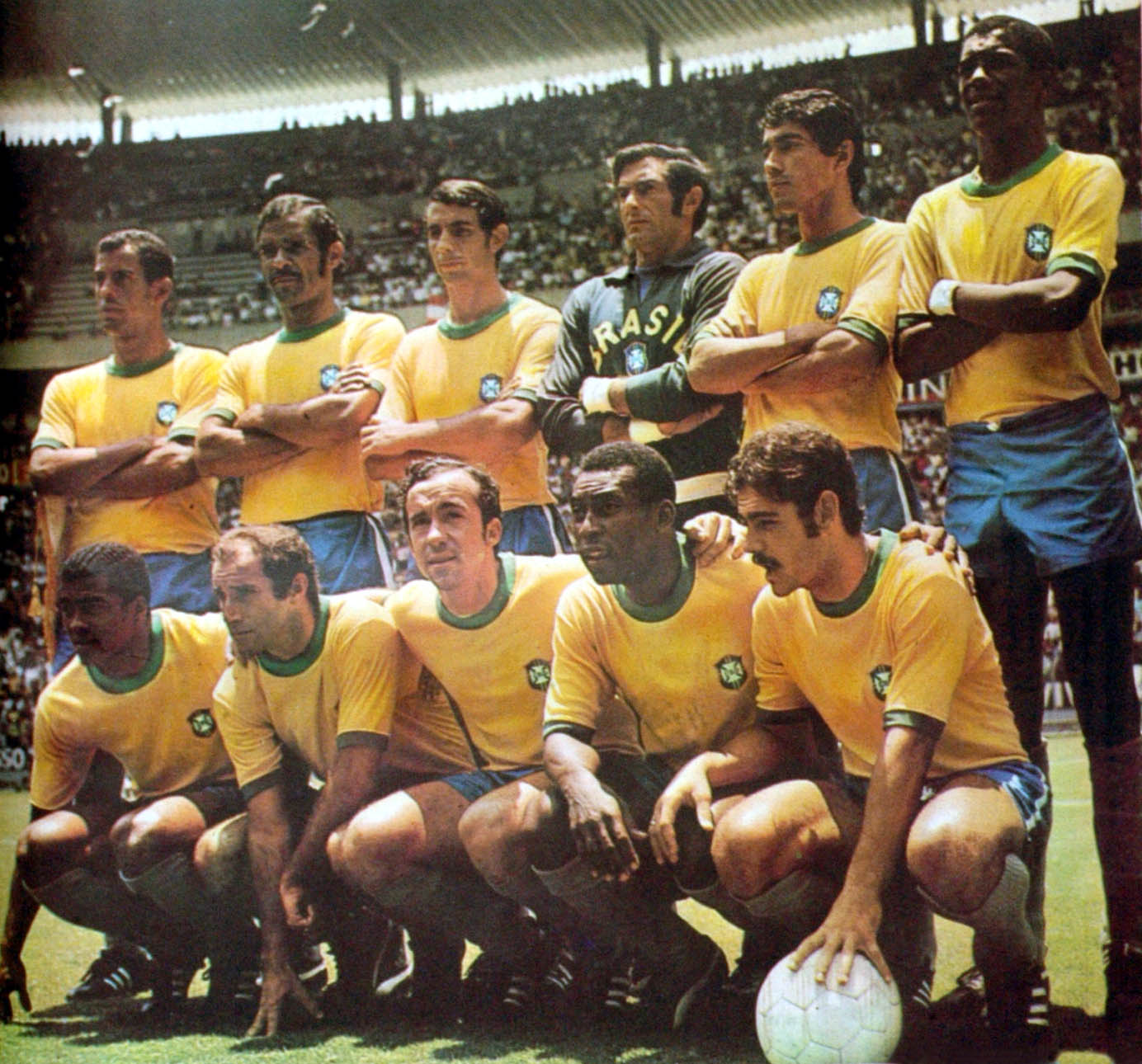
منتخب البرازيل لكرة القدم الفائز ببطولة كأس العالم لكرة القدم 1970.

الرياضة في البرازيل هي جزء هام من الثقافة البرازيلية، وتُعتَبر البرازيل من أنجح الدول في اللرياضة، والرياضة الشعبية الأولى في البرازيل هي كرة قدم، ويُعتَبَر منتخب البرازيل لكرة القدم من أقوى منتخبات العالم في كرة القدم فهو أكثر المنتخبات تحقيقياً لكأس العالم لكرة القدم حيث حققها 5 مرات وأيضاً حقق منتخب البرازيل كأس القارات لكرة القدم 5 مرات وتمكن من تحقيق كوبا أمريكا 8 مرات، ومن أشهر اللاعبين ألذين لعبوا مع البرازيل هُم بيليه وغارنشيا وزيكو وسقراط وروماريو ورونالدو ورونالدينهو وريفالدو وريكاردو كاكا وروبيرتو كارلوس ولاعبون آخرون.
الرياضات الأُخرى التي تشتهر فيها البرازيل هي كرة طائرة وكرة السلة وكرة القدم داخل الصالات وكرة القدم الشاطئية وكرة الطائرة الشاطئية وفورمولا 1 وألعاب قوى وركوب الأمواج وكرة المضرب واستضافت البرازيل بطولة كأس العالم لكرة القدم 2014 ودورة الألعاب الأولمبية 2016.

## كرة القدم
كرة القدم هي الرياضة الأكثر شعبية في البرازيل. تمكن منتخب البرازيل لكرة القدم، الذي يُدار من قبل اتحاد البرازيل لكرة القدم، من الفوز بكأس العالم خمس مرات، وذلك في الأعوام 1958 و1962 و1970 و1994 و2002، وهو المنتخب الوحيد الذي نجح في التأهل إلى جميع منافسات كأس العالم منذ انطلاقها في عام 1930. استضافت البرازيل منافسات كأس العالم في عامي 1950 و2014، مما جعلها الدولة الوحيدة التي استضافت كأس العالم لمرتين في أمريكا الجنوبية (كان كل من الأرجنتين والأوروغواي وتشيلي هم المستضيفون السابقون لكأس العالم). بعد فوز البرازيل باللقب الثالث لها في كأس العالم في عام 1970، مُنحوا جائزة جول ريميه (كأس العالم)، وذلك بعد أن قاد بيليه، وهو واحد من أفضل لاعبي كرة القدم في التاريخ وأفضل هداف على الإطلاق في هذه الرياضة، البرازيل لتحقيق ثلاثة ألقاب في هذه البطولة.
أحرز المنتخب الوطني لكرة القدم لقب بطولة كوبا أمريكا لتسع مرات، وفاز بالميدالية الذهبية لكرة القدم في الألعاب الأولمبية الصيفية في مناسبة واحدة وهو أكثر الفرق تفوقًا في كأس القارات، وذلك بعد فوزه بأربعة ألقاب في هذه البطولة. يحتل جميع اللاعبين البارزين في المنتخب الوطني مكانة مرموقة في عالم كرة القدم، ومن ضمنهم بيليه وزيكو وغارينشيا ورونالدو وروبرتو كارلوس وروماريو ورونالدينيو وريكاردو كاكا ونيمار في منافسات كرة القدم للرجال، ومارتا في منافسات كرة القدم للنساء. وصل بعض هؤلاء اللاعبين إلى مستوى النجومية وأصبحوا من المشاهير عالميًا ووقعوا عقودًا مع فرق تصل قيمتها إلى مئات الملايين إضافةً إلى صفقات الدعاية والدعم لمختلف المنتجات.

## الكابويرا
الكابويرا، هي من الفنون القتالية الأفريقية البرازيلية التي تجمع بين عناصر من الرقص والموسيقى، وتتميز بحركات ماهرة ومراوغة وتُمارس عادة على الأرض أو من خلال الوقوف على اليدين بشكل معكوس. تنطوي هذه الرياضة أيضًا على بعض الحركات البهلوانية في بعض نسخها وتُلعب دائمًا مع الموسيقى. تُعد من الرياضات المؤثرة ثقافيًا، إذ أنها نشأت في العصور الاستعمارية من قبل العبيد. في الوقت الحاضر، تُمارس الكابويرا في مختلف بلدان العالم ووجدت طريقها إلى الثقافة الشعبية من خلال الكثير من ألعاب الحاسوب والأفلام.

## الجيو جيتسو البرازيلية والفالي تودو وفنون القتال المختلطة
تُعد فنون القتال المختلطة من أكثر الرياضات شعبية في البرازيل. تأتي هذه الرياضة بعد كرة القدم من ناحية الشعبية في البرازيل. 
نشأت رياضة الجيو جيتسو البرازيلية في البرازيل في العقد الأول من القرن العشرين، والتي تُشدد على أساليب القتال الأرضي ومسكات الاستسلام التي تتضمن قفل المفاصل والخنق. امتلك هيليو جريسي بنية ضئيلة وغيّر قواعد الجيو جيتسو (التي نشأت في اليابان) ليُمكن استعمالها من قبل الجميع في حالات القتال الحقيقية. يعكس ترتيب نظام درجات الأحزمة في هذه الرياضة مستوى كل لاعب، وتترتب الأحزمة بالتسلسل التالي: الأبيض، الأزرق، الأرجواني، الأسود، الأحمر المسود، والأحمر. اشتهرت رياضة الجيو جيتسو البرازيلية عالميًا في تسعينيات القرن العشرين، وتعود هذه الشهرة إلى مقاتلي عائلة جريسي الموهوبين مثل هيليو جريسي ورويس جريسي وريكسون جريسي والذين أخذوا على عاتقهم أيضًا نشر رياضة الفالي تودو، التي تعني «أي شيء مباح»، والتي تطورت إلى بطولات لفنون القتال المختلطة مثل «برايد» و«دريم» و«بطولة القتال النهائي». برز العديد من المقاتلين البرازيليين في مختلف مسابقات فنون القتال المختلطة المقامة خارج البرازيل، ومن بين المقاتلين الجديرين بالذكر في هذه البطولات كل من أنديرسون سيلفا وواندرلي سيلفا وأنطونيو رودريغو نوغيرا وفيتور بيلفورت وماوريسيو روا وخوسيه ألدو وموريلو بوستامانتي وجونيور دوس سانتوس ورافائيل دوس أنجوس وفابريسيو ويردوم وليوتو ماتشيدا.

## ركلة الكرة الطائرة
استُحدثت رياضة ركلة الكرة الطائرة من قبل أوكتافيو دي مورايس في سبعينيات القرن العشرين. تجمع هذه الرياضة بين رياضتي كرة القدم والكرة الطائرة؛ إذ يتوجب على اللاعبين استعمال أقدامهم ورؤوسهم لنقل الكرة من فوق الشبكة وإيصالها إلى جهة الفريق الخصم، وتُلعب على الشواطئ. تُعد من أكثر رياضات الشاطئ شعبية في البرازيل. في بداية تأسيسها، كان عدد لاعبي ركلة الكرة الطائرة هو خمسة لاعبين في كل فريق، ثم جرى تقليص عددهم إلى لاعبين اثنين فقط في كل فريق وبقي الأمر على هذا الحال حتى يومنا هذا.

## كرة المضرب
تُعد ماريا إستر بوينو أكثر اللاعبات البرازيليات تألقًا في البطولات الكبرى لكرة المضرب. أحرزت سبعة ألقاب في منافسات فردي السيدات (أربعة ألقاب في بطولة أمريكا المفتوحة وثلاثة ألقاب في بطولة ويمبلدون) وإثنا عشر لقبًا في منافسات الزوجي (خمسة ألقاب في ويمبلدون وأربعة ألقاب في أمريكا المفتوحة ولقبان في رولان غاروس -كان أحدهما ضمن منافسات الزوجي المختلط- إضافة إلى لقب في بطولة أستراليا المفتوحة). يُعد اللاعب غوستافو كويرتن من أكثر لاعبي كرة المضرب البرازيليين تألقًا بعد فوزه بثلاثة ألقاب في بطولة رولان غاروس (1997 و2000 و2001) إضافة إلى احتفاظه بالمركز الأول في تصنيف لاعبي كرة المضرب على مستوى العالم لنحو عام كامل. مع ذلك، فقد تسببت الإدارة السيئة وغياب الدعم الجدي في تحقيق نتائج سيئة في السنوات الحالية وشح المنافسة على الصعيد الوطني.
في الوقت الحالي، يُعد توماز بيلوتشي أكثر لاعب برازيلي مشهور بعد أن صُنف من بين اللاعبين الثلاثين الأوائل على مستوى العالم وفقًا لتصنيف رابطة محترفي كرة المضرب. فيما يخص منافسات الزوجي، أظهرت البرازيل مستوى أفضل، خاصة مع إنجازات اللاعبين مارسيلو ميلو وبرونو سواريز. احتل ميلو المركز الأول على مستوى العالم في تصنيف رابطة محترفي كرة المضرب للاعبي منافسات الزوجي في حين حقق سواريز المركز الثالث على مستوى العالم في أوج تألقه. وصل كلا اللاعبين إلى الأدوار النهائية للبطولات الكبرى لكرة المضرب مع شركاء مختلفين في منافسات زوجي الرجال والزوجي المختلط. أحرز ميلو لقب بطولة فرنسا المفتوحة لزوجي الرجال 2015 بالاشتراك مع إيفان دوديج، في حين توج سواريز بلقب بطولة أمريكا المفتوحة للزوجي المختلط في عام 2012 (بالاشتراك مع إيكاترينا ماكاروفا) وفي عام 2014 (بالاشتراك مع سانيا ميرزا)، ولقب أستراليا المفتوحة للزوجي المختلط في 2016 مع إيلينا فيسنينا ولقبي أستراليا المفتوحة وأمريكا المفتوحة لزوجي الرجال في 2016 مع جايمي موري.

## كرة السلة
تحتل كرة السلة المركز الثالث على مستوى الرياضات الأكثر شعبية في البرازيل. أحرز المنتخب البرازيلي لكرة السلة بطولة كأس العالم لكرة السلة مرتين، في 1959 و1963. وصلت البرازيل أيضًا إلى الدور النهائي في مناسبتين وتحديدًا في نسختي 1954 و1970، إضافة إلى حلولهم بالمركز الثالث في نسختي 1967 و1978، مما يعني فوز منتخب البرازيل لكرة السلة بست ميداليات في منافسات كأس العالم. أحرز منتخب البرازيل الوطني لكرة السلة ثلاث ميداليات أولمبية برونزية (1948 و1960 و1964) و9 ميداليات في بطولة الأمريكتين لكرة السلة، والتي تضمنت ثلاث ميداليات ذهبية (1984 و2005 و2009) وميداليتين فضيتين (1988 و2001) وأربع ميداليات برونزية (1989 و1992 و1995 و1997). يُعد أوسكار شميت أكثر لاعب برازيلي مشهور على مستوى لاعبي كرة السلة الرجال، وهورتنسيا مارساي هي الأشهر على مستوى لاعبات كرة السلة النساء. خُلد اسم كلا هذين اللاعبين في قاعة نايسميث التذكارية لمشاهير كرة السلة وقاعة مشاهير الاتحاد الدولي لكرة السلة.
تتضمن دوريات كرة السلة الرئيسية في البرازيل كلًّا من الدوري البرازيلي لكرة السلة للرجال والدوري البرازيلي لكرة السلة للسيدات. يلعب العديد من اللاعبين البرازيليين المشهورين في هذه الدوريات. إضافة إلى هذا، يتنافس العديد من اللاعبين الرجال في الدوري الأمريكي لكرة السلة للمحترفين (إن بي إيه) وفي الدوريات الأوروبية. احتوت قوائم فرق الإن بي إيه على تسعة أسماء من البرازيليين في بداية موسم 2015-2016 وهم: لياندرو باربوسا وبرونو كابوكالو وكريستيانو فيليسيو ومارسيلينيو هويرتاس ونيني وراولزينهو نيتو ولوكاس نوغيرا وتياغو سبليتر وأندرسون فارجاو. بالنسبة للسيدات، تُشارك لاعبات مثل إزي كاسترو ماركيز وإريكا دي سوزا في منافسات دوري كرة السلة الأمريكي للسيدات.